# Colonia del Valle (Nuevo León)
La Colonia del Valle es un fraccionamiento residencial y comercial en San Pedro Garza García cercano a la capital del estado de Nuevo León, Monterrey. Es considerado como un fraccionamiento de lujo por el precio de sus propiedades.

## Historia
El municipio de San Pedro Garza García fue una villa rural al sur de Monterrey, y conservó esa fisiología desde su fundación en el siglo XVI, cuando Diego de Montemayor fundó el 20 de noviembre de 1596 la Hacienda de San Pedro de los Nogales, hasta 1940, cuando se iniciaron los primeros trabajos de Urbanización.
En 1940 a instancia del señor Don Alberto Santos, se vislumbró un fraccionamiento moderno en un majestuoso paisaje. Don Alberto Santos adquirió 470 hectáreas en esa zona, y en 1946 inició la urbanización de la Colonia Del Valle, respetando grandes calzadas para ser destinadas en sus camellones como áreas verdes, lo que actualmente son las avenidas Calzada del Valle y Calzada San Pedro. Para el desarrollo de la Colonia fue necesiario la construcción del primer puente carretero del estado de Nuevo León que es el puente de la Calzada San Pedro en Miravalle; así mismo se construyeron los colegios Franco-Mexicano y Labastida, así como la iglesia de Fátima, los cuales se encuentran al sur de la calzada San Pedro.
La Colonia del Valle jugó un papel muy importante en la urbanización del municipio, ya que no solo fue el primer fraccionamiento residencial moderno de la localidad, sino que además fue la primera colonia de este tipo del estado de Nuevo León.

## Centrito Valle
El área conocida como Centrito Valle es un espacio de la colonia la cual originalmente fue el único en el que se permitían comercios, tales como restaurantes, tiendas, boutiques, etc. Hoy en día existen más áreas en la Colonia del Valle donde se permiten comercios, y no solamente esta área.
Las calles de esta zona incluyen espacios para estacionamientos, los cuales fueron gratuitos durante décadas hasta el año 2013, con la implementación de parquímetros por parte del alcalde Ugo Ruiz Cortés. A pesar de la polémica afiliados a la Asociación Imagen del Centrito Valle, la operación de parquímetros en la zona ha representado un incremento en ventas de entre el 10 y el 30 por ciento, Contrario a lo que señalaron el viernes comerciantes de la calle Río Orinoco, sobre una baja en ventas desde que funcionan los aparatos, la asociación señaló que éstos han logrado el objetivo de darle fluidez a la vialidad en la zona y desocupar cajones que eran empleados por trabajadores de las oficinas de los alrededores del Centrito Valle.
Actualmente el área cuenta con varios clubes nocturnos, restaurantes casuales y de lujo, boutiques, oficinas, tiendas, farmacias y otros tipos de negocios.

## Monumentos
-Monumento a la alianza: escultura donada por Grupo Alfa.
-Monumento a la amistad México-Italia.
-Rotonda del Paseo de los Duendes: conjunto de puentes elevados y ondulantes que funionan como continuación de la vitapista en calzada del Valle y calzada San Pedro.
-Emblema San Pedro: escultura urbana conformada por puentes elevados al norte de la Calzada San Pedro.
-Iglesia de Fátima: la primera iglesia construida en la colonia del valle.
-Plaza Fátima: pequeña plaza frente a la iglesia de Fátima con un centro cultural.
-Ola Blanca: escultura urbana que conecta la plaza Fátima con la Calzada San Pedro, diseñada por Fernando González Gortázar.